# Stanisław Siara
Stanisław Siara  (ur. 30 lipca 1891 w Jaszczwi, zm. 5 sierpnia 1974 w Jarosławiu) – polski lekarz rentgenolog, burmistrz Jarosławia.

## Życiorys
Urodził się w 30 lipca 1891 roku w Jaszczwi, w powiecie krośnieńskim, w rodzinie chłopskiej Wawrzyńca i Zofii z Pelczarów. Szkołę podstawową i Gimnazjum I ukończył w Jarosławiu. W tym czasie mieszkał z rodziną w pobliskim Cieszacinie Wielkim. Jako uczeń gimnazjum był członkiem, a w latach 1910–1912 przywódcą patriotycznej organizacji młodzieży narodowej, która swą działalność prowadziła w ramach kół samokształceniowych. Po zdaniu matury w 1912 rozpoczął studia na wydziale lekarskim Uniwersytetu Franciszkańskiego we Lwowie.
W 1914 przewodniczył kołu ZMP „Zet” na Małopolskę Wschodnią we Lwowie. Członek Polskich Drużyn Sokolich. 1 sierpnia 1914 został powołany do służby wojskowej w armii austriackiej, którą odbywał w charakterze asystenta lekarza szpitala polowego i lekarz baonu. Później w Wojsku Polskim w stopniu podporucznika w latach 1918–1921 pracował jako lekarz frontowego, a później wojskowego szpitala w Modlinie i Jarosławiu. Za udział w walkach o Lwów i Kresy Wschodnie odznaczony został odznaką honorową „Orlęta”. Awansowany do stopnia kapitana, w 1921 odkomenderowany na studia medyczne do Lwowa, które ukończył w następnym roku ze stopniem doktora wszech nauk lekarskich.
Po odbyciu szkolenia w Centralnej Wojskowej Szkole Gimnastyki i Sportów w Poznaniu pracował w wojskowej Izbie Chorych w Siedlcach. W 1922 ukończył Szkołę Aplikacyjną Oficerów sanitarnych w Warszawie, po czym we wrześniu 1922 mianowany został naczelnym lekarzem 39 p.p. S.L. w Jarosławiu. W czasie urlopowania w latach 1924–1925 pracował w Szpitalu Rejonowym, po czym powrócił do 39 p.p., gdzie pełnił obowiązki lekarza do 1926 roku. Równocześnie w latach 1923–1932 pracował w Kasie Chorych w charakterze lekarza rejonowo-domowego. W 1928 odbył szkolenie we Lwowie w zakresie rentgenologii oraz leczenia lampą kwarcową i diatermią. Od 1933 do 1935 pełnił funkcję lekarza naczelnego Ubezpieczalni Społecznej w Jarosławiu.
Wybrany radnym Rady Miejskiej w Jarosławiu w 1934, był członkiem komisji rewizyjnej, sanitarnej i budowlanej. W grudniu 1935 objął funkcję wiceburmistrza Jarosławia, a 12 kwietnia 1937 został wybrany burmistrzem. Urząd ten objął w obliczu kryzysu finansów publicznych i wysokiego bezrobocia. Wybudowano jezdnię, chodniki i kanały przy ulicy 3 maja, przy drodze w kierunku Sanu, przy ulicy Kraszewskiego i na Lachmanówce. Zabudowano ulicę Piłsudskiego (obecnie Sikorskiego) i odnowiono fasady wielu domów. Wykonano ponadto kilka projektów sieci wodociągowej i kanalizacyjnej oraz plan urbanistyczny miasta. W maju 1938 otwarto muzeum i bibliotekę w Rynek 5 (kamienica Atavantich). Po wybuchu II wojny światowej, w listopadzie 1939 ewakuowano go wraz z rodziną na Wschód. Zarówno w czasie wojny, jak i po jej zakończeniu, aż do przejścia na emeryturę pracował jak lekarz rentgenolog. Właściciel willi przy ulicy Kościuszki 6. Zmarł 5 sierpnia 1974 roku w Jarosławiu, gdzie został pochowany na Starym Cmentarzu.
Od 29 sierpnia 1916 był mężem Bronisławy z Gronkowskich (1894–1985) z którą miał córkę Krystynę Janczewską (1923–2002).

## Działalność społeczna
- zastępca przewodniczącego Fundacji im. Leona i Marii Grodzińskich
- członek zarządu Oddziału PCK w Jarosławiu (1935–1939)
- kierownik Instytutu Rentgenologicznego (od 1929)
- prezes Oddziału Akademickiego Związku Strzeleckiego (1932–1939)
- członek TMSJ.

## Ordery i odznaczenia
- Srebrny Krzyż Zasługi (11 listopada 1936)[1]
- Odznaka pamiątkowa „Orlęta”